# Национальный совет женщин Ганы
Национальный совет женщин Ганы (англ. The National Council of Ghana Women, NCGW) — это неправительственная женская организация в Африке.
Совет учреждён в Гане  Кваме Нкрумой в 1960 году и был расформирован после падения Нкрумы в 1966 году.

## История
Совет был создан в попытке правительства Кваме Нкрумы централизовать женские группы в Гане. 
Нкрума впервые предложил объединить Женскую лигу Ганы (англ. Ghana Women's League) и Федерацию женщин Ганы в августе 1959 года. Ханна Каджо и Эвелин Амартейфио, лидеры лиги и федерации соответственно, выступили против этого предложения. Однако после июля 1960 года позиция Нкрумы усилилась за счет притока новых женщин-депутатов. Он назначил Тавиа Адамафио, генерального секретаря Народной партии конвента, курировать объединение Лиги и Федерации в единый орган, контролируемый партией. 
Другие более мелкие женские организации, которые были объединены в Национальный совет женщин Ганы, включали Всеафриканскую лигу женщин (англ. All African Women's League), Ассоциацию женщин Аккры (англ. Accra Women's Association), Ассоциацию молодых христианских женщин (англ. Young Christian Women Association) и Ассоциацию акушерок Ганы (англ. Ghana Midwives Association). 
Национальный совет женщин Ганы был официально открыт Нкрумой в национальной штаб-квартире Народной партии конвента 10 сентября 1960 года. Были введены новые формальные структуры, отстранившие Куджо и Амартейфио, а руководящие должности были предложены женщинам-депутатам и женам партийных активистов.

## Роспуск
После государственного переворота в Гане в 1966 году, положившего конец режиму Нкрумы, совет был расформирован. Несколько его лидеров были заключены в тюрьму вместе с другими активистами Народной партии конвента. 